# Кастильйонрой
Кастильйонрой (ісп. Castillonroy, кат. Castellonroi) — муніципалітет в Іспанії, у складі автономної спільноти Арагон, у провінції Уеска. Населення — 390 осіб (2009).
Муніципалітет розташований на відстані близько 390 км на північний схід від Мадрида, 80 км на схід від Уески.
На території муніципалітету розташовані такі населені пункти: (дані про населення за 2009 рік)
- Кастильйонрой: 376 осіб
- Піньяна: 0 осіб
- Санта-Ана: 2 особи

## Демографія
Динаміка населення (INE ):